# Årsgång
Årsgång (wym. [ˈoːʂgɔŋ]) – dawna szwedzka metoda wróżenia. Czasami jest nazywana wędrówką roku lub rocznym kręgiem.
Według badacza Tommy'ego Kuuseli, årsgång to w szwedzkiej tradycji ludowej złożona forma wróżbiarstwa, zazwyczaj praktykowana w Boże Narodzenie lub w noc sylwestrową. Mogła się znacznie różnić w zależności od regionu, a nawet w obrębie tej samej okolicy, jednak ogólny przebieg był podobny: jeśli praktykujący (zwani „wędrowcami roku”) zdołali przestrzegać określonych instrukcji i rozwiązać konkretne wyzwania (np. spotkania z istotami nadprzyrodzonymi), mogli ujrzeć przebłyski wydarzeń nadchodzącego roku.
Opis årsgångu znajduje się w XVIII-wiecznym dziele Beskriftning om Svenska Allmogens Sinneslag och Seder… („Charakter i zwyczaje chłopstwa”) autorstwa Petrusa Gaslandera, który zaznacza, że zwyczaj ten nie był już wtedy praktykowany. Pisze on, że aby odbyć årsgång, należy przed pierwszym świtem w Wigilię Bożego Narodzenia udać się do lasu, nie spoglądając na ogień, nie spożywając jedzenia ani napojów, i iść tak daleko, by nie było już słychać piania koguta. Po spełnieniu tych warunków „wędrowiec roku” zyskuje zdolność dostrzegania przyszłych wydarzeń, a obserwując pola i drogi prowadzące do kościołów, może poznać przyszłe zbiory i pogrzeby nadchodzącego roku.

## W kulturze popularnej
Årsgång to podstawa gry przygodowej Year Walk z 2013 roku.